# ناتالیا پلوسو

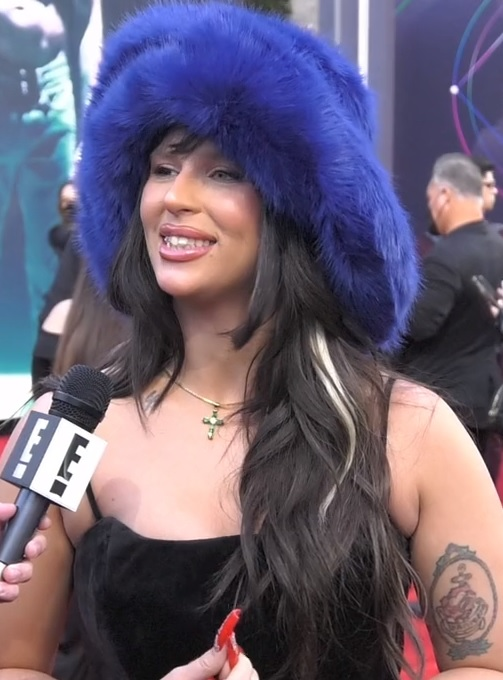
ناتالیو پلوسو در مراسم لاتین گرمی اواردز سال 2021

ناتالیا پلوسو (لوجان، استان بوئنوس آیرس، ۱۲ ژانویه ۱۹۹۵)، خواننده و ترانه‌سرای آرژانتینی است که ژانرهای هیپ هاپ، سول، تراپ، جاز، رپ، سالسا و سوئینگ را ادغام می‌کند. .

## زندگی‌نامه
ناتالیا پلوسو در ۱۲ ژانویه ۱۹۹۵ در شهر بوئنوس آیرس به دنیا آمد. او اولین دختر خانواده بود. او یک خواهر به نام سوفیا پلوسو متولد سال ۲۰۰۰ دارد که خواننده رپ است و با نام هنری سوفیا گابانا شناخته می‌شود. او اصل و نسب ایتالیایی دارد. او در شهر لوخان زندگی می‌کرد و کمی بعد به پایتخت نقل مکان کرد و تا ۹ سالگی در محله Saavedra زندگی می‌کند.